# Братолюбовка (Николаевская область)
Братолюбовка (укр. Братолюбівка) — село в Еланецком районе Николаевской области Украины.
Основано в 1805 году. Население по переписи 2001 года составляло 490 человек. Почтовый индекс — 55508. Телефонный код — 5159. Занимает площадь 1,4 км².

## Местный совет
55500, Николаевская обл., Еланецкий р-н, пгт Еланец, ул. Васыля Стуса, 20